# Caius Norbanus Flaccus
Caius Norbanus Flaccus est un homme politique et un général romain de la fin de la République romaine, consul en 38 av. J.-C.

## Famille
D'origine étrusque, Flaccus est le petit-fils de Caius Norbanus, homo novus consul en 83 av. J.-C. et proscrit par Sylla, mais sa famille revient au premier plan sous Jules César. Après l'assassinat de Jules César, son allégeance passe à Octavien, le fils adoptif de César.
Il épouse une fille de Lucius Cornelius Balbus Minor, ancien grand partisan de Jules César, et a au moins un fils aussi nommé Caius Norbanus Flaccus (consul en -24), consul éponyme aux côtés d'Auguste en 24 av. J.-C.

## Biographie
Il est élu préteur en l'an 43 av. J.-C.
En 42 av. J.-C., il est envoyé avec Lucius Decidius Saxa par les triumvirs avec huit légions en Macédoine contre les meurtriers de Jules César, Cassius et Brutus. Norbanus et Decidius ont pour mission de marcher rapidement vers la Thrace et d'occuper les cols de montagne. Sur la Via Egnatia, ils rencontrent les troupes des conjurés près de Philippes, coupant la seule route pour passer d'Asie en Europe et empêchant les républicains d'avancer plus loin. Par ruse, Brutus et Cassius parviennent à leur faire abandonner ces positions, mais Norbanus découvre la ruse à temps et reprend sa position verrouillant les gorges. Quand Brutus et Cassius parviennent à les contourner par un sentier de montagne, Norbanus et Saxa font retraite vers Amphipolis, tandis que Brutus et Cassius occupent Philippes,. Quand Marc Antoine et la majeure partie des troupes des triumvirs arrivent, elles trouvent Amphipolis bien gardée et Norbanus est laissé aux commandes de la ville. Après la bataille de Philippes, Norbanus devient le chef de camp d'Octavien. Avec la victoire de Philippes, Norbanus se voit auréolé d'une partie du prestige de la réussite de la campagne des triumvirs.
En remerciement de ses services, en 38 av. J.-C., il est nommé consul par Octavien avec Appius Claudius Pulcher,, et pour suffects Lucius Cornelius Lentulus et Lucius Marcius Philippus. Ils sont les premiers consuls à avoir deux questeurs chacun.

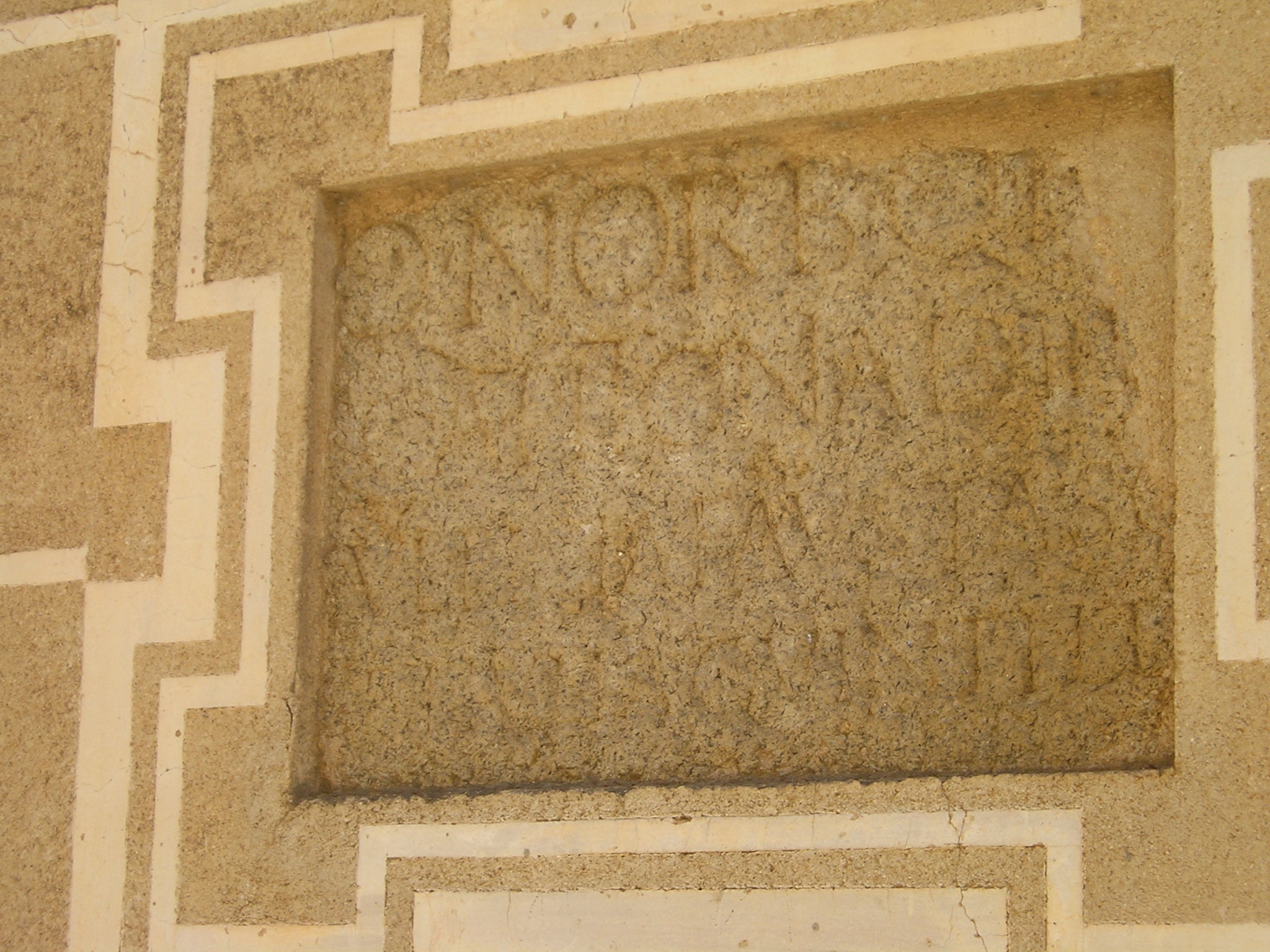
, inscription funéraire de Q. Norbanus Capito du dans le centre historique de Caceres.

Il obtient ensuite le poste de proconsul d'une des deux provinces d'Hispanie (a priori l'Ulterior) entre 36 et 34 av. J.-C.,, et il célèbre un triomphe à son retour à Rome, le 12 octobre 34 av. J.-C. De plus, il fonde une cité en Hispanie sous les ordres d'Octavien : Colonia Norba Cæsarina (la moderne Cáceres, en Estrémadure).
Il devient ensuite proconsul d'Asie peu de temps après la bataille d'Actium de 31 av. J.-C.